# 湖北路街道
湖北路街道，是中华人民共和国河南省洛陽市涧西区下辖的一个乡镇级行政单位。

## 行政区划
湖北路街道下辖以下地区：
天四社区、七二五所社区、天九社区、联盟路社区和上海市场社区。